# Åssjeape naturreservat
Åssjeape naturreservat är ett naturreservat i Jokkmokks kommun i Norrbottens län.
Området är naturskyddat sedan 2024 och är 126 hektar stort. Reservatet ligger nordost om Jokkmokk och består av gamla barrskogar, små tjärnar och våtmarker.